# Passanant
Passanant là một đô thị thuộc tỉnh Tarragona trong cộng đồng tự trị Catalonia, phía bắc Tây Ban Nha. Đô thị này có diện tích là 27,33 ki-lô-mét vuông, dân số năm 2009 là 159 người với mật độ 5,82 người/km². Đô thị này có cự ly km so với Tarragona.